# Kangacris rufipes
Kangacris rufipes är en insektsart som beskrevs av Yin, X.-c. och G.H. Feng 1983. Kangacris rufipes ingår i släktet Kangacris och familjen gräshoppor. Inga underarter finns listade i Catalogue of Life.